# Квалификације за Светско првенство за жене 1999. (плеј-оф Конкакаф–Конмебол)
Плеј-оф утакмица Конкакаф–Конмебол у квалификационом такмичењу за Светско првенство у фудбалу за жене 1999. био је двомеч код куће и у гостима који је одредио једно место на финалном турниру у Сједињеним Државама. У плеј-офу су учествовали другопласирани из Конкафа, Мексико, и другопласирани из Конмебола, Аргентина.

## Учеснице
| Конфедерација | Позиција                                                 | Екипа     |
| ------------- | -------------------------------------------------------- | --------- |
| Конкакаф      | Конкакафов шампионат у фудбалу за жене 1998. Друго место | Мексико   |
| Конмебол      | Копа Америка за жене 1998. Друго место                   | Аргентина |

### Плеј-оф
| Тим #1  | рез.  | Тим #2    | прва утакмица | друга утакмица |
| ------- | ----- | --------- | ------------- | -------------- |
| Мексико | 6 : 3 | Аргентина | 3 : 1         | 3 : 2          |

## Утакмице
| Мексико                                                     | 3 : 1    | Аргентина |
| ----------------------------------------------------------- | -------- | --------- |
| - Моника Херардо 23’ - Марибел Домингез 31’ - Ирис Мора 66’ | Извештај | - ? 1’    |

| Аргентина                                        | 2 : 3    | Мексико                                                        |
| ------------------------------------------------ | -------- | -------------------------------------------------------------- |
| - Јанина Гајтан 30’ (пен.) - Малвина Пералта 38’ | Извештај | - Марибел Домингез 28’ - Моника Херардо 50’ - Евелин Лопез 80’ |

Мексико је у укупном скору победио са 6 : 3 и квалификовао се за Светско првенство у фудбалу за жене 1999..

## Голгетерке
Укупно је постигнуто  9 голова у 2 утакмица, с просеком од 4.5 гола по утакмици.
2 гола
- Мексико Марибел Домингез
- Мексико Моника Херардо

1 гол
- Аргентина Јанина Гајтан
- Аргентина Малвина Пералта
- Аргентина Непознато
- Мексико Евелин Лопез
- Мексико Ирис Мора